# واشاروش‌نامنی
واشاروش‌نامنی (به مجاری:  Vásárosnamény) یک منطقهٔ مسکونی در مجارستان است که در سابولچ-ساتمار-برگ واقع شده‌است. واشاروش‌نامنی ۶۵٫۶۶ کیلومتر مربع مساحت و ۹٬۳۲۵ نفر جمعیت دارد.